# Deserto Carson

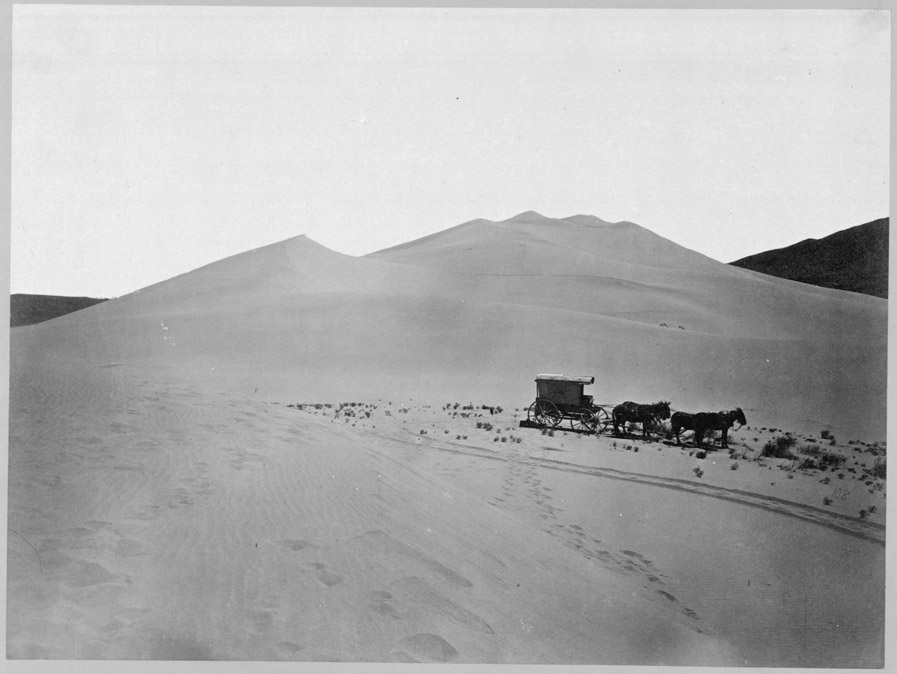
L'attrezzatura portatile del fotografo Timothy O'Sullivan nel deserto Carson nel 1867.

Il deserto Carson è un deserto situato nel bacino disseccato del Lago Lahontan e nella valle desertica della Contea di Churchill, nello stato del Nevada, negli Stati Uniti d'America; le precipitazioni medie sono di circa 130 mm all'anno.
Il deserto si trova nella parte bassa a settentrione della vallata che include la depressione del Carson Sink, tra le adiacenti catene montuose, mentre il vasto bacino idrografico include anche i pendii interni delle montagne che lo demarcano, e ha un'area totale di 5568 km².
Il deserto fu soggetto a periodiche inondazioni da parte del Lago Lahontan durante il Pleistocene, e il suo bacino dal 2005 è entrato a far parte del Conservation Security Program del Nevada.